# Cumbernauld House

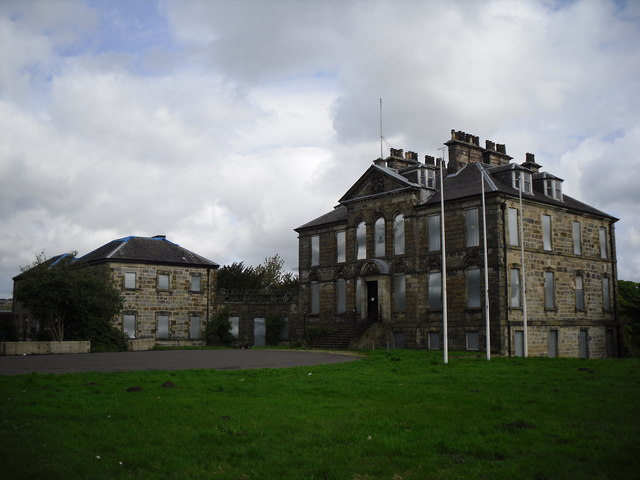
Cumbernauld House

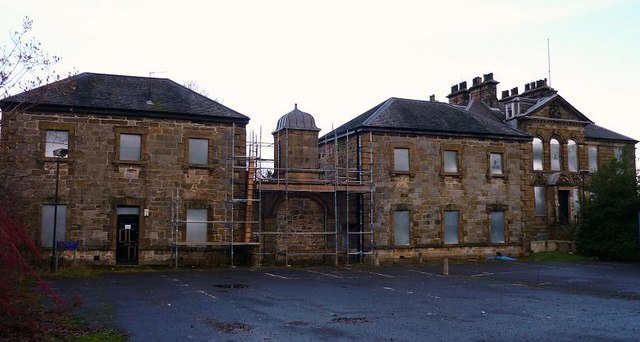
Westliche Außengebäude

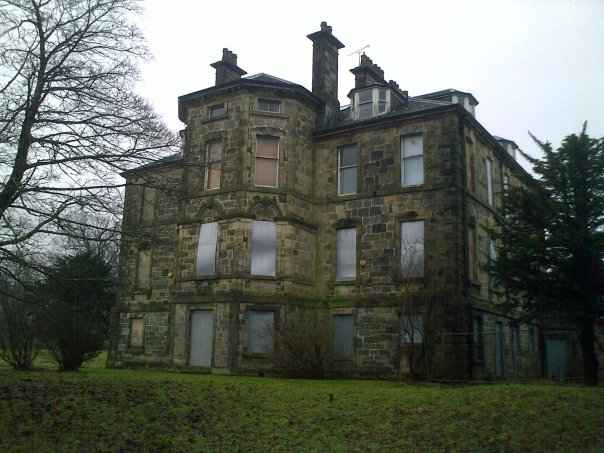
Rückansicht

Cumbernauld House ist ein Schloss in der schottischen Stadt Cumbernauld in der Council Area North Lanarkshire. Es liegt im Nordosten der Stadt in einer ausgedehnten Parkanlage. 1971 wurde Cumbernauld House in die schottischen Denkmallisten in der höchsten Kategorie A aufgenommen.

## Geschichte

### Cumbernauld Castle
Am Standort von Cumbernauld House befand sich einst eine Burg namens Cumbernauld Castle, deren Bau um das Jahr 1370 datiert wird. Münzen und Scherben, die im Rahmen einer Ausgrabung nordöstlich des heutigen Cumbernauld House gefunden wurden, belegen die Entstehung in diesem Zeitraum. Während des Englischen Bürgerkriegs zerstörte eine Truppe Dragoner die Burg weitgehend. 1650 erging die Anordnung zur Besetzung der Burg mit Truppen gegen den vorrückenden Oliver Cromwell. Bei der Schlacht um Cumbernauld Castle wurde die Burg endgültig zerstört. Auf einer Karte um das Jahr 1750 ist Cumbernauld Castle noch verzeichnet, sodass davon ausgegangen werden kann, dass zu diesem Zeitpunkt zumindest noch Ruinen vorhanden waren. Heute sind von der Burg keine sichtbaren Überreste mehr erhalten.

### Cumbernauld House
Das heutige Cumbernauld House wurde wahrscheinlich teilweise auf den Ruinen der alten Burg erbaut, wobei auch verwertbares Material der Ruine wiederverwendet wurde. Der Bau wurde im Jahre 1731 fertiggestellt. Für die Entwürfe zeichnet der bekannte schottische Architekt William Adam verantwortlich. Cumbernauld Castle befand sich in Besitz von John Fleming, 1. Earl of Wigtown, einem notorischen Gegner des Act of Union von 1707 und schottischer Royalist. Aus diesem Grunde war Fleming während des Ersten Jakobitenaufstandes 1715 bereits in Edinburgh Castle inhaftiert. Im Laufe des Zweiten Jakobitenaufstandes 1745 waren Truppen von Bonnie Prince Charlie in Cumbernauld stationiert. Dragoner nutzten hierbei die Ruinen von Cumbernauld Castle als Stallungen. Durch einen Unfall brach hierbei ein Brand aus, welcher die Ruinen abermals verwüstete. Nachdem wiederverwertbares Material für weitere Bauvorhaben an Cumbernauld House entnommen wurde, wurde das Gelände später eingeebnet.
1822 wurde Clementina Maude, Viscountess Hawarden, eine der ersten weiblichen Fotografen, deren Werke heute vom Victoria and Albert Museum in London verwaltet werden, in Cumbernauld House geboren. In den 1870er Jahren wurde das Anwesen modernisiert und war bis 2007 bewohnt, als der letzte Privateigentümer in finanzielle Schwierigkeiten geriet. Es wurde vorgeschlagen in Cumbernauld House eine Ausstellung des National Museum of Photography einzurichten. 2008 wurde das Schloss in das schottische Register für gefährdete, denkmalgeschützte Bauwerke aufgenommen. Die Gefährdung wurde jedoch als minimal und die Bausubstanz als gut eingestuft. 
2009 wurde Cumbernauld House für eine Million Pfund zum Verkauf angeboten. Mit dem Cumbernauld House Trust wurde 2010 eine gemeinnützige Organisation gegründet, mit dem Ziel eine langfristige Perspektive für Cumbernauld House zu erreichen. Die Spendensammlung wurde durch den SNP-Abgeordneten Jamie Hepburn unterstützt und im Rahmen einer Parlamentssitzung thematisiert. 2011 wurde mit Sanierungsmaßnahmen begonnen.